# 장단역
장단역(長湍驛)은 경의선의 철도역이었다. 이 역의 터는 군사분계선에 거의 가까이에 위치하고 있으며, 당시의 장단군에서 이름을 따왔다. 한국 전쟁 당시 역사가 소실되어 복구하지 못하고, 폐역된 채로 현재까지 방치돼 있어 플랫폼 이외에는 남아있는 것이 거의 없다. 비무장지대 내에 위치하고 있기 때문에 일반인은 접근할 수 없다.

## 경의선 장단역 증기기관차
1950년 12월 31일에 한준기 기관사가 운전하던 증기 기관차가 폭격을 맞아 멈춘 뒤 이 역에 방치되었다.
당시에 이 증기 기관차를 마지막으로 운전했었던 한준기 기관사는 당시 상황을 다음과 같이 회고했다.
| “ | 1950년 12월 31일 중공군의 인해전술로 한포역에서 서울로 후퇴했다. 개성역에 도착해 거기서 기차 차량을 정리해 기관차 두 대에 매달아 먼저 보냈다. 그리고 마지막으로 우리도 출발했다. 밤 10시쯤 장단역에 우리 기관차가 도착하자 미군들이 총을 쏘기 시작했다. 이미 그때 북한군이 쓰지 못하게 모든 차량을 불태우라는 명령이 떨어졌던 것이다. 그렇게 장단역에 기관차를 버리고 우리를 태우러 온 다른 기차를 이용해 후퇴했다. | ” |

이후 이 증기 기관차 화통이 2005년에 임진각으로 옮겨져 약 2년간의 보존처리를 거쳐 2009년 6월 25일부터 임진각에 전시되고 있다.

## 사진

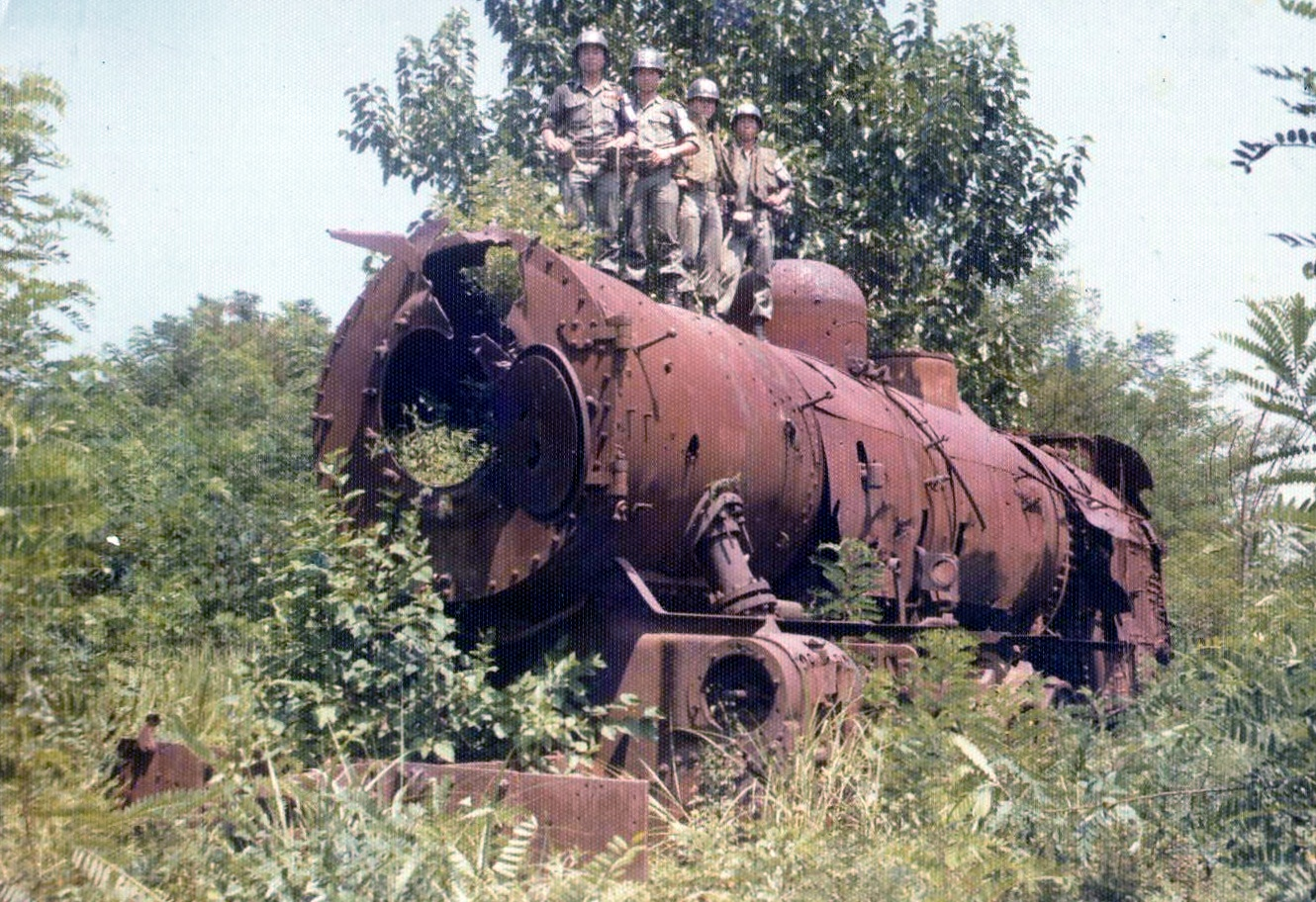
장단역 폐허에 남아있던 증기 기관차 화통

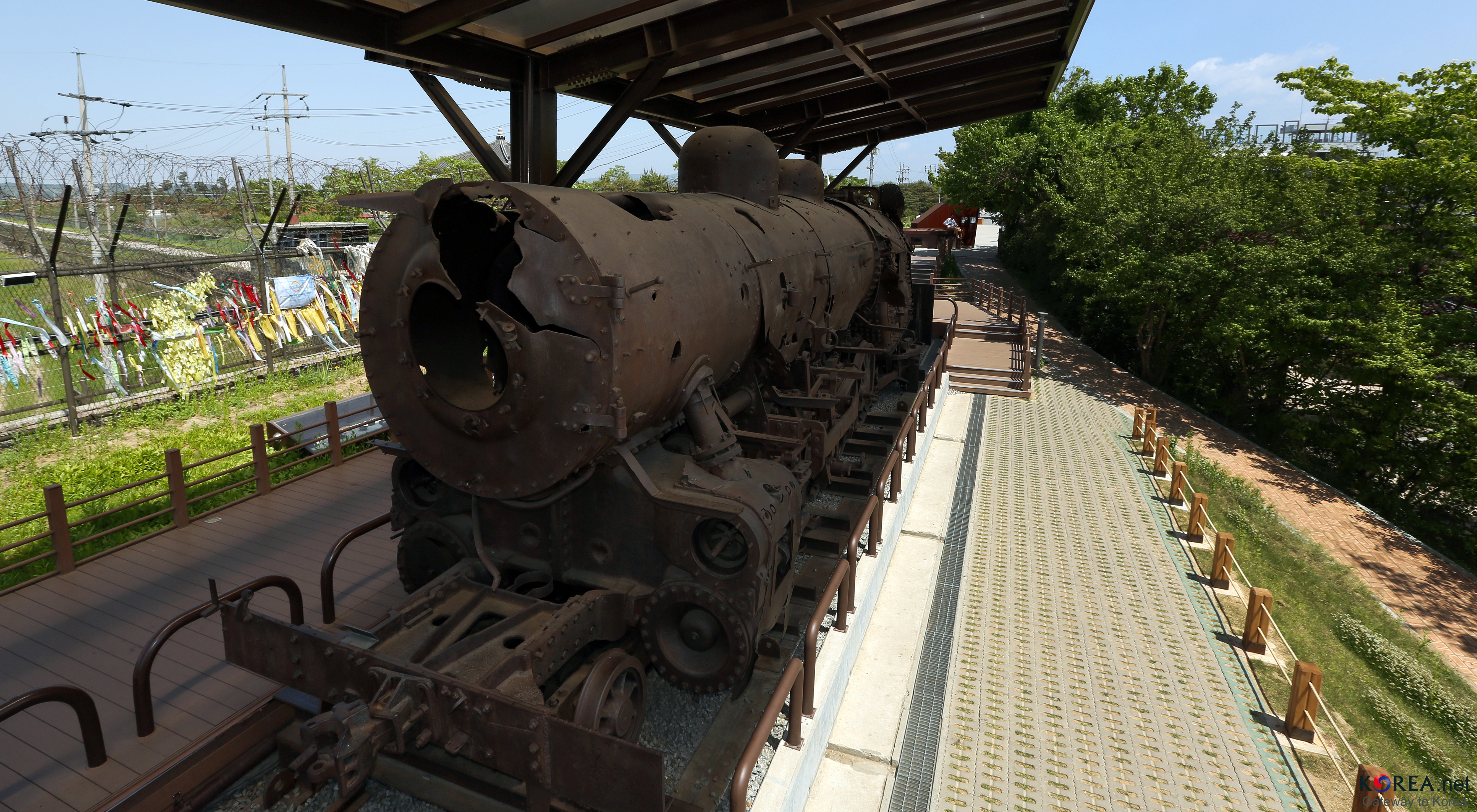
임진각에서 보존 중인 같은 차량

## 같이 보기
- 임진각국민관광지